# خوان کارلوس مدینا
خوان کارلوس مدینا آلونسو (اسپانیایی: Juan Carlos Medina Alonso‎؛ زاده ۲۲ اوت ۱۹۸۳) بازیکن فوتبال پیشین اهل مکزیک است.